# Chris Petrovski
 (août 2017).
Si vous disposez d'ouvrages ou d'articles de référence ou si vous connaissez des sites web de qualité traitant du thème abordé ici, merci de compléter l'article en donnant les références utiles à sa vérifiabilité et en les liant à la section « Notes et références ».
Chris Petrovski (né le 7 avril 1991 à Bitola, dans l'actuelle Macédoine du Nord) est un acteur macédonien.

## Vie et carrière
Dans Madam Secretary , Petrovski incarne Dmitri Petrov (saisons 2 et 4; invité saison 3, invité saison 5), un capitaine de l'armée russe de 24 ans qui a étudié au  National War College.  Dans le scénario, Petrov a été recruté par le professeur Henry McCord (au nom de la Central Intelligence Agency) pour devenir un espion américain en échange de l'obtention de soins médicaux pour sa sœur malade à Stockholm, en Suède. Dmitri est capturé par les Russes et finalement échangé aux Américains contre un autre traître à l'État. Après sa capture, Dmitri se sent abandonné par Henry et est très en colère et amer envers lui. Il est placé dans un programme de protection des témoins sous le nom d'Alexandre (Alex) Mehranov. Dans la saison 4, il est recruté par la Central Intelligence Agency en tant qu'analyste.

## Filmographie
- 2011 : Spartacus : La Guerre des damnés
- 2013 : Coldwater : Gabriel Nunez
- 2013 : All Cheerleaders Die : George Shank
- 2014-2019: Madam Secretary : Dimitri Petrov
- 2019 : Blacklist : Oleg Gromov
- 2019 : The Shed : Marble
- 2023 et 2024 : NCIS : Enquêtes spéciales : Lev Trotski (saison 20, épisode 22 et saison 21, épisode 1)